# Bornheim (Frankfurt nad Menem)
Bornheim, Frankfurt-Bornheim – 9. dzielnica (Stadtteil) miasta Frankfurt nad Menem, w Niemczech, w kraju związkowym Hesja. Należy do okręgu administracyjnego Innenstadt IV.